# 호스텔 3
《호스텔 3》(영어: Hostel: Part III)은 2011년 개봉한 미국의 공포 DVD 영화이다. 《호스텔 2》(2007)의 속편이다.
2011년 9월 27일 DVD로 출시되었다.

## 줄거리
젊은 남성 트래비스는 우크라이나 커플 빅트로와 안카가 머무는 라스베이거스 모텔 방에 들어간다. 커플은 트래비스가 가져온 맥주를 마시고 의식을 잃은 뒤 방에 들어온 남자들에 의해 실려 나간다. 화면은 트래비스의 엘리트 헌팅 클럽 문신을 밝힌다.
스콧은 친구 카터, 마이크, 저스틴과 라스베이거스에서 총각 파티를 즐긴다. 이들은 카터가 스콧을 위해 고용한 창녀 켄드라와 니키와 함께 도시 외곽 폐건물에서 열린 비밀 파티에 참석하게 된다. 파티에서 켄드라가 유혹하자 스콧은 이미 작년에 약혼녀 에이미를 배신했다가 에이미를 완전히 잃을 뻔 했고 또 그런 인간이 되고 싶지 않다며 거절한다.
그곳에서 넷은 끔찍한 고문 쇼의 희생자가 된다. 사실 이 파티는 '엘리트 사냥 클럽'이라는 비밀 조직이 주최하는 것으로, 부유한 고객들이 돈을 걸고 사람들을 고문하는 것을 관람하는 곳이었다.
파티에 참석했던 넷 중 하나인 마이크는 고문 쇼의 첫 번째 희생자가 되어 잔혹하게 살해되고, 니키도 끔찍한 방식으로 살해된다. 친구들의 실종을 걱정하던 스콧, 카터, 저스틴은 마이크로부터 휴대폰 메시지를 받고 한 호텔 방으로 향하지만, 그곳에서 트래비스에게 납치된다.
스콧 일행은 각자의 감옥에 갇히게 되지만 카터는 엘리트 헌팅 클럽 문신을 보여주며 클럽 회원임을 밝히고 풀려난다. 곧이어 스콧은 저스틴이 고문당하는 것을 목격하고, 카터가 과거 에이미와 사귀었던 인물이며 에이미를 차지하기 위해 자신을 함정에 빠뜨렸다는 사실을 알게 된다. 카터는 의자에 묶인 스콧에게 스콧이 죽은 뒤 에이미에게 위로를 건네고 에이미의 마음을 얻을 계획이라고 떠벌린다. 클럽의 총책임자 플레밍의 명령으로 스콧은 의자에서 풀려나 카터와 싸움을 하게 된다. 스콧은 카터를 공격한 뒤 카터의 몸에서 도려낸 문신을 스캔하여 방에서 나와 건물을 탈출한다.
경찰에 신고한 후 스콧은 켄드라를 구하지만 켄드라는 트래비스에게 살해당한다. 플레밍은 경찰이 개입하자 급히 클럽을 폭파시키려 한다. 카터는 자신의 계획을 망친 플레밍을 죽이고, 스콧을 건물 안에 가둔 채 떠난다. 그러나 스콧은 살아남고, 카터는 에이미를 위로하려던 중 스콧에게 붙잡혀 복수를 당하게 된다.

## 출연진
- 킵 파듀 - 카터 역
- 브라이언 핼리세이 - 스콧 역
- 존 헨슬리 - 저스틴 역
- 세라 헤이블 - 켄드라 역
- 스카일러 스톤 - 마이크 역
- 술라이 에나오 - 니키 역
- 토마스 크레치만 - 플레밍 역
- 크리스 코이 - 트래비스 역
- 니컬라 슈렐리 - 빅토르 역
- 에블리나 오보자 - 안카 역
- 켈리 티보 - 에이미 역
- 데릭 카 - 모스버그 역
- 프랭크 앨버레즈 - 메사 역
- 팀 홈스 - 비어도 역
- 배리 리빙스턴 - 의사 역